# Höchster Kreisblatt
Das Höchster Kreisblatt (HK) ist ein in Frankfurt am Main erscheinendes Kopfblatt der Frankfurter Neuen Presse (FNP). Die Zeitung wurde am 17. September 1849 von Anton Alexander Wagner als „Kreisamts-Blatt“ gegründet. Die erste Ausgabe des anfangs wöchentlich aufgelegten Blattes erschien am 1. Oktober 1849. Im Jahr 1963 wurde das HK von der Zeitungsgruppe der FNP übernommen.

## Verbreitung
Das Blatt berichtet traditionell aus den westlichen Stadtteilen und Vororten von Frankfurt am Main, insbesondere aus Frankfurt-Höchst und dem Main-Taunus-Kreis. Lokalredaktionen befinden sich in Hofheim am Taunus und in Frankfurt-Höchst. Leiter der Lokalredaktion des HK ist seit 1992 Karl-Josef Schmidt.
Die Einzelauflage des Höchster Kreisblatts wird nicht gesondert ausgewiesen. Zusammen mit der Main-Taunus-Kreis-Ausgabe des Regionalteils der F.A.Z., der Rhein-Main-Zeitung, erreicht das Höchster Kreisblatt eine verkaufte Auflage von 21.736 Exemplaren.

## Geschichte

### Gründung
Im Herzogtum Nassau bestanden auf überregionaler Ebene seit 1809 das Herzoglich Nassauische Allgemeine Intelligenz-Blatt und seit 1809 das Verordnungsblatt des Herzogtums Nassau als Amtsblatt. Auf regionaler Ebene entstand im Laufe des 19. Jahrhunderts ebenfalls der Bedarf an einem Amtsblatt für die Veröffentlichung Amtlicher Bekanntmachungen. Seit 1841 erfüllte der in Usingen erscheinende Taunusbote diese Funktion und war ab 1843 offizielles Amtsblatt von Amt Usingen, Amt Idstein, Amt Königstein und Amt Hoechst. Der Taunusbote wurde letztmals 1849 herausgegeben. Für die Ämter Hoechst, Hochheim und Königstein schloss der damals 24 Jahre alte Buchdrucker Anton Alexander Wagner die Lücke und veröffentlichte am 17. September 1849 eine Probenummer und am 1. Oktober 1849 die erste reguläre Nummer des Kreis-Amtsblatt für die Justizämter Hoechst, Hochheim und Königstein.
Das Blatt wurde wöchentlich montags herausgegeben, kostet 30 Kreuzer im Quartal und hatte einen Umfang von 4 Seiten (etwa Din A4). Neben den amtlichen Bekanntmachungen enthielt es einen kleinen redaktionellen Teil. Der zuständige Kreisamtmann Heinrich Freiherr von Wintzingerode wies in einem offiziellen Schreiben die Bürgermeister der Gemeinden im Erscheinungsgebiet an, das Blatt durch die Verwaltungen zu nutzen und zu abonnieren. Anton Alexander Wagner war in Personalunion Verleger, Redakteur, Setzer und Drucker. Sitz des Unternehmens waren angemietete Räume im Bolongaropalast in Höchst.
Der redaktuelle Teil wurde in der Folge erweitert. Ab 1852 wurde ein Fortsetzungsroman (Geburtstage im Forsthause) gedruckt, 1854 der Erscheinungsrhythmus auf zweimal wöchentlich erweitert.

### Wochenblatt
Am 1. März 1864 wurde in Wiesbaden die Nassauische Landeszeitung als Amtsblatt aller Behörden in Nassau gegründet. In der Folge wurden die lokalen Amtsblätter, darunter auch das Kreis-Amtsblatt verboten. Nach dem Protest Wagners bei der Wiesbadener Regierung wurde das Verbot aufgehoben. Da das Blatt aber nun kein Amtsblatt mehr war, wurde der Name in Wochenblatt für die Amtsbezirke Höchst, Hochheim und Königstein geändert.
Mit der Annexion Nassaus durch Preußen 1866 wurde die Nassauische Landeszeitung eingestellt. Wagner begann wieder amtliche Nachrichten zu veröffentlichen. Allerdings wurde bereits im Februar 1867 Königstein im Taunus in den neu gegründeten Obertaunuskreis eingegliedert. Der Rest des Verbreitungsgebietes fiel an den Landkreis Wiesbaden, der ein eigenes Amtsblatt, das Kreisblatt für den Landkreis Wiesbaden herausgab. Erneut wandelte sich die Zeitung in ein einfaches Wochenblatt und wurde als Wiesbadener Kreisblatt weitergeführt. Die Auflage von etwa 300 Exemplaren konnte 1871 gesteigert werden, nachdem Wagner für 750 Gulden eine moderne Schnellpresse erworben hatte. Das Geld stammte aus einer Zuwendung des preußischen Staates zur Würdigung des vaterländischen Engagements, das die Zeitung durch ihre Berichterstattung im Deutsch-Französischen Krieg gezeigt habe.
Nach dem Tod von Anton Alexander Wagner am 22. September 1885 führten seine Söhne Jakob und Heinrich die Zeitung fort.

### Kreisblatt in Höchst

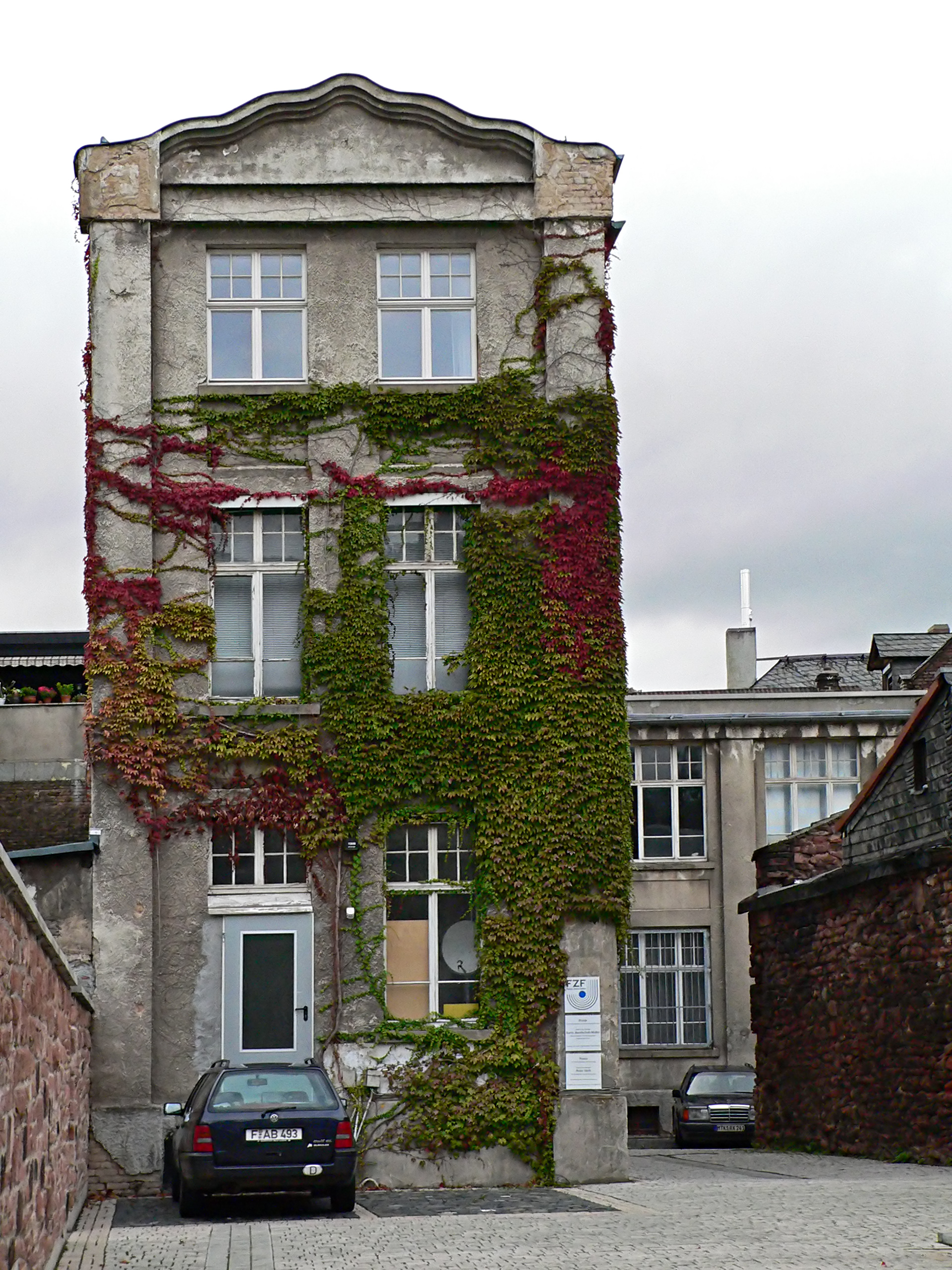
Ehemaliges Druckhaus des Kreisblatts in der Bolongarostraße

Mit der Gründung des Landkreises Höchst am 1. April 1886 wurde die Zeitung wieder Amtsblatt und änderte den Namen in Kreis-Blatt für den Kreis Höchst a.M. Die Eigenschaft als Amtsblatt wurde von Landrat August von Trott zu Solz durch behördliche Anordnung festgesetzt.
Der allgemeine Aufschwung des Zeitungswesens führt auch für das Kreis-Blatt zu einem spürbaren Wachstum. Der redaktionelle Teil wurde ausgebaut und Beilagen wie das Illustrierte Sonntagsblatt oder Nassauischer Landwirth eingeführt. Vor allem der Anzeigenteil wuchs rapide. Familienanzeigen, insbesondere Todesanzeigen wurden üblich und die Wirtschaft warb in Anzeigen um Kunden. Am 1. Oktober 1895 wurde das Format der Zeitung verdoppelt und der Name auf Kreis-Blatt für den Kreis Höchst sowie die Stadt Höchst am Main geändert. Ab dem ersten Oktober 1895 erschien die Zeitung dreimal die Woche.
1900 erhielt die Redaktion einen der ersten Telefonanschlüsse (mit der Telefonnummer 19). Auch erhielt sie über die Nachrichtenagentur Depeschen-Bureau Herold seit diesem Jahr Nachrichten aus aller Welt.
Im Oktober 1904 wurde die Zeitung zur Tageszeitung. 1905 betrug der Bezugspreis 1,50 Goldmark (in heutiger Kaufkraft 12 Euro) pro Quartal. Die Auflage betrug 1914 etwa 8.000 Exemplare und stieg nach Kriegsbeginn bis auf 12.000 Exemplare an. Mit dem Ende des Ersten Weltkriegs kamen auch auf die Zeitung Änderungen zu. Ab dem 11. November 1918 liegt die Macht beim Arbeiter- und Soldatenrat in Höchst und die Zeitung wird das Amtsblatt für dessen Verfügungen. Ab dem 14. Dezember 1918 gehörte der Kreis zum Brückenkopf Mainz und unterlag französischer Besetzung. Die Zeitung wurde einer Zensur unterworfen. Sowohl wurden einzelne Artikel verboten als auch schrieben die Besatzungsbehörden die Veröffentlichung von Artikeln vor.

### Höchster Kreisblatt

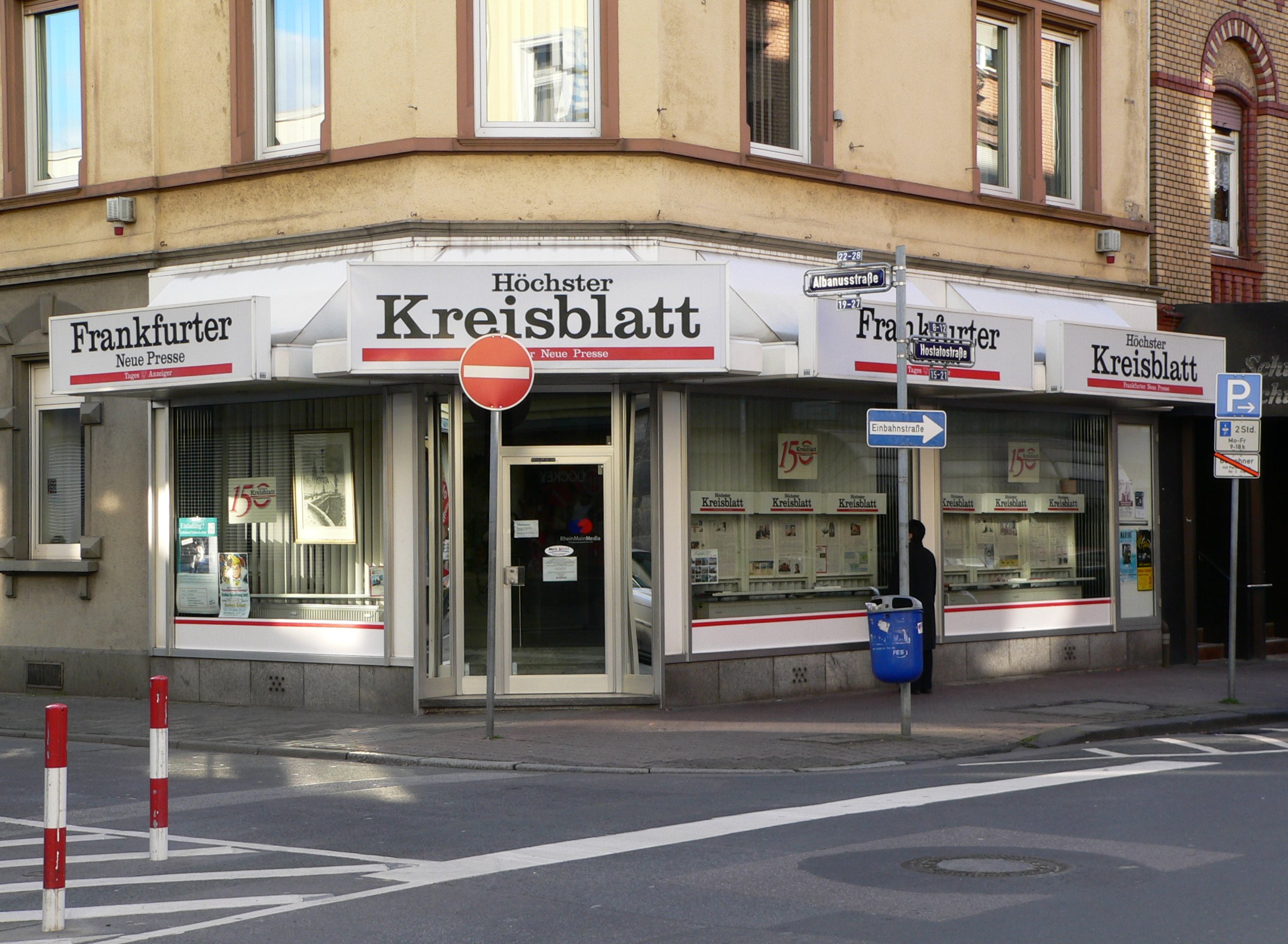
Ehemalige Geschäftsstelle des HK in Frankfurt-Höchst

Seit dem 1. Oktober 1921 trägt die Zeitung den Namen Höchster Kreisblatt. Anlass war die Schaffung eines amtlichen Anzeigers des Landkreises als Amtsblatt. Auch als dieser 1 Jahr später sein Erscheinen wieder einstellte und das Höchster Kreisblatt wieder Amtsblatt wurde, blieb der neue Name.
Mit der Machtergreifung der Nationalsozialisten 1933 wurde auch das Kreisblatt gleichgeschaltet. Das Schriftleitergesetz sicherte den Durchgriff der neuen Machthaber auf die Zeitungen. Auch wenn der Verleger Josef Wagner, ein Enkel des Gründers, Eigentümer blieb, wurden die Inhalte von der NSDAP diktiert.
Am 31. Mai 1941 wurde das Erscheinen wegen Papiermangels eingestellt. Seine Funktion wurde vom Frankfurter Volksblatt übernommen. Nach dem Ende des Zweiten Weltkriegs bedurfte die Herausgabe von Zeitungen der Lizenz der amerikanischen Besatzungsmacht. Die US-Militärbehörden misstrauten den Altverlegern und erteilten Lizenzen nur an politisch zuverlässige Personen, die nicht zuvor als Verleger tätig waren (siehe Lizenzpresse). Erst am 1. Oktober 1949, mit dem Ende der Lizenzpflicht, konnte Josef Wagner wieder eine Ausgabe des Höchster Kreisblattes herausgeben. Da die Lizenzzeitungen am Markt einen erheblichen Zeitvorsprung hatten, entschied sich Wagner, die Zeitung als Kopfblatt des Wiesbadener Kuriers neu erscheinen zu lassen. Nach Josef Wagners Tod am 17. November 1950, übernahm seine Witwe, Friedel Wagner geb. Retzer, die Zeitung bis zu ihrem Verkauf. Im Jahr 1963 wurde das Höchster Kreisblatt von der Zeitungsgruppe der FNP übernommen.
Das Archiv der Zeitung wurde im Zweiten Weltkrieg zerstört. 1990 wurden die in verschiedenen Archiven gesammelten Ausgaben des Kreisblattes von 1849 bis 1941 im Rahmen eines Projektes Verfilmung historisch wertvoller Zeitungen der DFG zusammengetragen und mikroverfilmt.